# Лорейн (Північна Дакота)
Лорейн (англ. Loraine) — місто (англ. city) в США, в окрузі Ренвілл штату Північна Дакота. Населення — 9 осіб (2010), чисельність населення становила 9 осіб.

## Географія

Лорейн

Лорейн розташоване в 12 км на північ від столиці округу міста Моголл. Клімат Вологий континентальний, з теплим літом та холодною зимою.
Лорейн розташований за координатами 48°52′6″ пн. ш. 101°34′4″ зх. д. / 48.86833° пн. ш. 101.56778° зх. д. (48.868333, -101.567831).  За даними Бюро перепису населення США в 2010 році місто мало площу 0,64 км², уся площа — суходіл.

## Демографія
Згідно з переписом 2010 року, у місті мешкало 9 осіб у 4 домогосподарствах у складі 2 родин. Густота населення становила 14 осіб/км².  Було 7 помешкань (11/км²).
Расовий склад населення:
| - 100,0 % — білих |

До двох чи більше рас належало 0,0 %. Частка іспаномовних становила 0,0 % від усіх жителів.
За віковим діапазоном населення розподілялося таким чином: 22,2 % — особи молодші 18 років, 77,8 % — особи у віці 18—64 років, 0,0 % — особи у віці 65 років та старші. Медіана віку мешканця становила 49,3 року. На 100 осіб жіночої статі у місті припадало 200,0 чоловіків;  на 100 жінок у віці від 18 років та старших — 250,0 чоловіків також старших 18 років.
Цивільне працевлаштоване населення становило 2 особи. Основні галузі зайнятості: сільське господарство, лісництво, риболовля — 100,0 %.